# Болван
Болван (в буквален превод от старобългарски: скулптура) или Бован е българска средновековна крепост в Поморавието, находяща се на 9 km източно от град Алексинац до едноименното село Болван.
Издигната е вероятно на местото на римския каструм Praesidium Pompei.
Крепостта е влизала преди османското владичество в пределите на Видинското царство. Превзета е от Муса Челеби заедно със съседния Сокоград.